# Nahunta
Nahunta ist eine City und zudem der County Seat des Brantley County im US-Bundesstaat Georgia mit 1053 Einwohnern (Stand: 2010).

## Geographie
Die nächsten größeren Städte sind Brunswick (50 km östlich), Jacksonville (Florida, 110 km südlich) und Savannah (140 km nordöstlich).

## Geschichte
Nahunta ist seit 1923 der County Seat des Brantley County.

## Demographische Daten
Laut der Volkszählung von 2010 verteilten sich die damaligen 1053 Einwohner auf 400 bewohnte Haushalte, was einen Schnitt von 2,48 Personen pro Haushalt ergibt. Insgesamt bestehen 479 Haushalte. 
63,8 % der Haushalte waren Familienhaushalte (bestehend aus verheirateten Paaren mit oder ohne Nachkommen bzw. einem Elternteil mit Nachkomme) mit einer durchschnittlichen Größe von 3,05 Personen. In 36,0 % aller Haushalte lebten Kinder unter 18 Jahren sowie in 25,5 % aller Haushalte Personen mit mindestens 65 Jahren.
27,8 % der Bevölkerung waren jünger als 20 Jahre, 25,0 % waren 20 bis 39 Jahre alt, 23,4 % waren 40 bis 59 Jahre alt und 24,1 % waren mindestens 60 Jahre alt. Das mittlere Alter betrug 38 Jahre. 44,6 % der Bevölkerung waren männlich und 55,4 % weiblich.
80,6 % der Bevölkerung bezeichneten sich als Weiße und 17,2 % als Afroamerikaner. 0,4 % gaben die Angehörigkeit zu einer anderen Ethnie und 1,8 % zu mehreren Ethnien an. 2,1 % der Bevölkerung bestand aus Hispanics oder Latinos.
Das durchschnittliche Jahreseinkommen pro Haushalt lag bei 20.179 USD, dabei lebten 35,5 % der Bevölkerung unter der Armutsgrenze.

## Sehenswürdigkeiten
1995 wurde das Brantley County Courthouse in das National Register of Historic Places eingetragen.

## Verkehr
Nahunta wird von den U.S. Highways 82 und 301 durchquert. Der Schienengüterverkehr über Nahunta wird von CSX und der Personenverkehr von Amtrak (ohne Halt) betrieben. Der nächste Flughafen ist der Flughafen Jacksonville in Florida (rund 100 km südlich).

## Bildung
Nahunta verfügt über eine öffentliche High School sowie eine Primary- und eine Elementary-School.

## Kriminalität
Die Kriminalitätsrate lag im Jahr 2019 mit 60 Punkten im unterdurchschnittlichen Bereich (US-Durchschnitt: > 200 Punkte). Es gab zwei Einbrüche und 13 Diebstähle.